# NGC 6621
NGC 6621 est une galaxie spirale particulière située dans la constellation du Dragon. Elle a été découverte par l'astronome américain Edward Swift en 1885.
NGC 6621 forme une paire de galaxies en interaction avec sa voisine NGC 6622. À l’origine, la désignation NGC 6621 était assignée à la galaxie du Sud-Est, mais elle se réfère à présent à la galaxie du Nord. La paire figurent dans l'atlas des galaxies particulières d'Halton Arp sous la cote Arp 81.

## Description
Sa vitesse par rapport au fond diffus cosmologique est de 6 114 ± 6 km/s, ce qui correspond à une distance de Hubble de 90,2 ± 6,3 Mpc (∼294 millions d'al).
La classe de luminosité de NGC 6621 est II et elle présente une large raie HI. Elle est aussi une galaxie lumineuses en infrarouge (LIRG) et renferme des régions d'hydrogène ionisé (HII).
NGC 6621 émet dans l'infrarouge. Sa luminosité dans l'infrarouge lointain (de 40 à 400 µm) est égale à 1,26 × 1011 {\displaystyle L_{\odot }} (1011,10{\displaystyle L_{\odot }}) et sa luminosité totale dans l'infrarouge (de 8 à 1 000 µm) est de 1,70 × 1011 {\displaystyle L_{\odot }} (1011,23{\displaystyle L_{\odot }}).
En raison d'une brillance de surface égale à 14,16 mag/am2, on peut qualifier NGC 6621 de galaxie à faible brillance de surface (LSB en anglais pour low surface brightness). Les galaxies LSB sont des galaxies diffuses (D) avec une brillance de surface inférieure de moins d'une magnitude à celle du ciel nocturne ambiant.
À ce jour, trois mesures non basées sur le décalage vers le rouge (redshift) donnent une distance de 62,033 ± 1,650 Mpc (∼202 millions d'al), ce qui est nettement à l'extérieur des valeurs de la distance de Hubble. Notons que c'est avec la valeur moyenne des mesures indépendantes, lorsqu'elles existent, que la base de données NASA/IPAC calcule le diamètre d'une galaxie et qu'en conséquence le diamètre de NGC 6621 pourrait être d'environ 57,4 kpc (∼187 000 al) si on utilisait la distance de Hubble pour le calculer.

## Morphologie
Eskridge, Frogel et Pogge ont publié un article en 2002 décrivant la morphologie de 205 galaxies spirales rapprochées. Les observations ont été réalisées dans la bande H de l'infrarouge et dans la bande B (le bleu). Selon Eskridge et ses collègues, NGC 6221 est une galaxie spirale de type SBb: qui présente une source centrale ponctuelle intégrée dans un bulbe légèrement elliptique et modérément brillant. Le bulbe est traversé par une barre qui présente des zones d'absorption. La barre est alignée avec le petit axe du bulbe.

## Galaxies en interaction
Les galaxies NGC 6621 et NGC 6622 ont subi une rencontre rapprochée il y a environ 100 millions d'années. Leur interaction a donné naissance à une impressionnante queue de marée qui émerge de NGC 6621, avant d'effectuer un virage serré en direction du Sud, passant à proximité de NGC 6622 depuis notre point de vue. On y observe également un important taux de formation d'étoiles d'environ 20 {\displaystyle M_{\odot }}/an. Plusieurs jeunes amas d'étoiles massives, notamment des superamas stellaires s'y trouvent. Ces derniers se concentrent principalement dans une région située à cheval entre les deux galaxies.

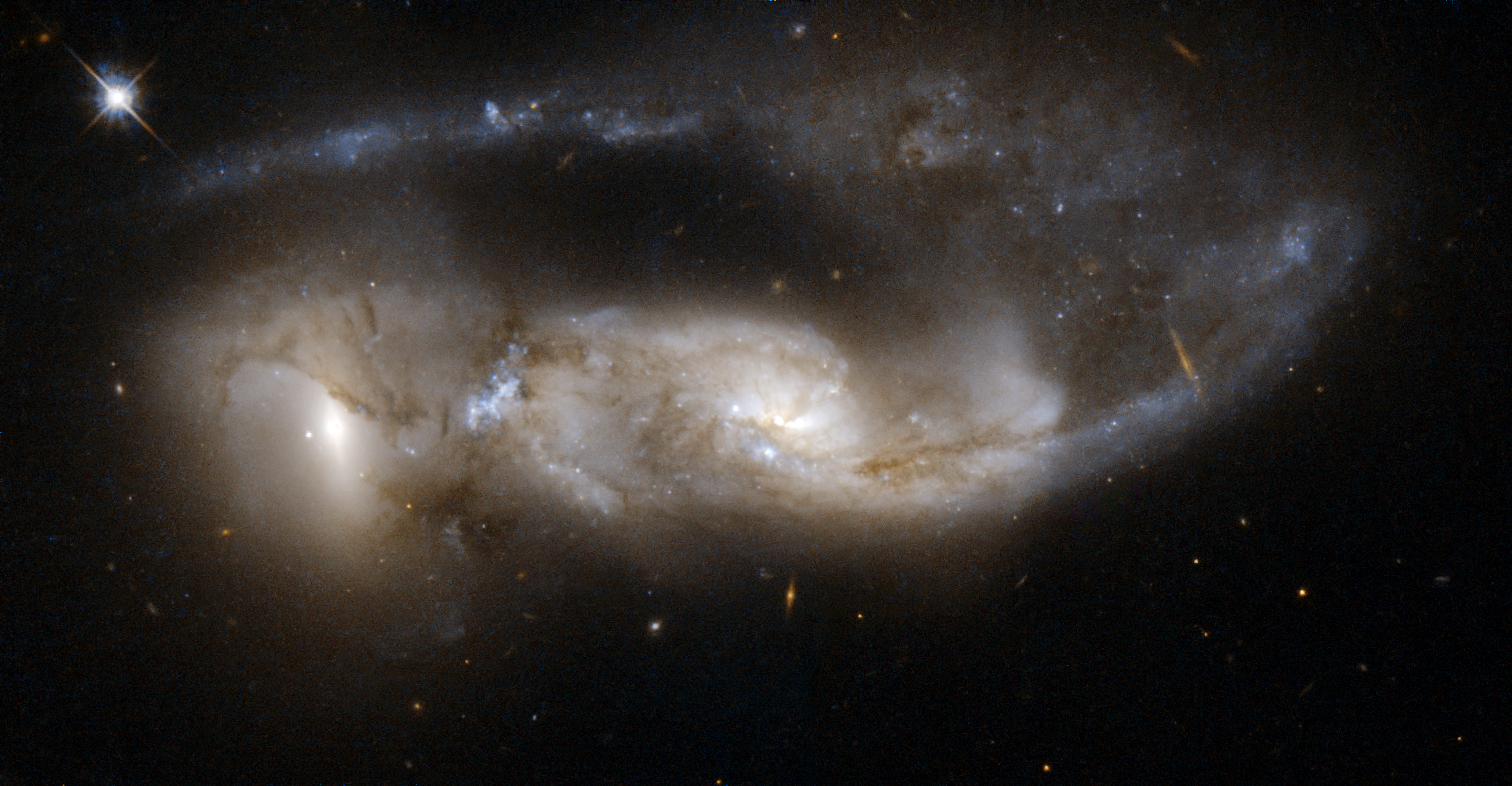
NGC 6621 (centre) et NGC 6622 (à gauche) imagées en lumière visible et infrarouge par le télescope spatial Hubble.

## Supernova
La supernova SN 2010hi a été découverte dans NGC 6621 le 1er septembre 2010 par l'astronome amateur britannique Ron Arbour. D'une magnitude apparente de 18,0 au moment de sa découverte, son type n'a pu être identifié.